# مزرعه بیده
مزرعه بیده یک روستا در ایران است که در استان یزد واقع شده‌است. مزرعه بیده ۴۰۰۰ نفر جمعیت دارد.